# قائمة الاتحادات الأولمبية في فلسطين
هذه قائمة بالاتحادات الأولمبية الرسمية في دولة فلسطين

## القائمة
1. الاتحاد الفلسطيني لكرة القدم
2. الاتحاد الفلسطيني للسباحة والرياضات المائية
3. اتحاد كرة الطائرة
4. اتحاد كرة السلة
5. اتحاد كرة الطاولة
6. الاتحاد الفلسطيني للتنس
7. اتحاد العاب القوى
8. اتحاد كرة اليد
9. اتحاد الجودو
10. اتحاد المبارزة
11. اتحاد رفع الأثقال
12. الاتحاد الفلسطيني للتايكواندو
13. اتحاد الجمباز
14. اتحاد الملاكمة
15. اتحاد الفروسية
16. اتحاد الشراع والتجديف
17. الاتحاد الفلسطيني لرياضة السيارات والدراجات النارية
18. اتحاد المصارعة